# Восточная бельдюга
Восточная бельдюга  (лат. Zoarces elongatus) — вид хищных живородящих лучепёрых рыб из семейства бельдюговых (Zoarcidae), обитающих в морях на Дальнем Востоке. Широко распространена в северо-западной части Тихого океана, от Жёлтого моря до северных Курильских островов, в Японском и Охотском морях. Живёт в прибрежных водах на небольших глубинах (до 20—30 метров), а также заходит в устья рек, заливы и лиманы с опреснённой водой. Ведет донный малоподвижный образ жизни. Отличается агрессивностью (в том числе и по отношению к сородичам) и каннибализмом.
Рыбу отличает длинное змееподобное тело, покрытое очень мелкой чешуёй и слизью. Зубы у нее только по краям челюстей, рот  с толстыми губами. Верхняя челюсть нависает над нижней. В задней части длинного спинного плавника имеются короткие острые шипы — орудие защиты. Длина тела около 30—35 см, максимальная длина 70 см, максимальный вес — до 4 кг.
Рыба очень живуча и может пережидать отлив, забираясь в углубления на берегу, ямки или водоросли.
Некоторые исследователи считают восточную бельдюгу подвидом европейской бельдюги, ввиду их большого сходства.

## Хозяйственное использование
Местные рыбаки бельдюгу называют морским налимом.
Рыба имеет отталкивающий внешний вид. При случайном вылове рыбаками используется чаще всего для наживки в виде кусочков мяса, у самок выдавливают мальков на наживку. Однако знатоки утверждают, что эта рыба хороша в пищу как в жареном, так и в вареном виде.
При тепловой обработке кости и мясо вдоль позвоночника приобретают синий оттенок.